# Illa de Malpelo
L'Illa de Malpelo és una illa oceànica ubicada a la zona de l'oceà Pacífic que pertany a la República de Colòmbia; és a més, junt amb l'Illa Gorgona, l'única illa de Colòmbia en les esmentades aigües. És part del departament de la Vall del Cauca, pertanyent a la jurisdicció del municipi de Buenaventura.
És una de les illes més visitades del Pacífic colombià cada any per científics i bussejadors de tot el món, i és vigilada permanentment per personal de l'Armada Nacional de Colòmbia, qui vigila per la conservació de l'àrea evitant la pesca il·legal i indiscriminada de taurons, entre altres espècies.

## Geografia

### Descripció
Malpelo posseeix costes amb penya-segats de formació volcànica, que emergeixen des de més de 4.000 m de profunditat. Comprèn prop de 350 ha de superfície emergida; l'illa principal té 1.643 m de llarg, un ample màxim de 727 m i una altura màxima sobre el nivell del mar de 360 msnm, al Bescoll de la Granota. Està envoltada per 11 illots de mida petita distribuïts així: tres en l'extrem nord coneguts com Los Mosqueteros (Athos, Porthos, Aramis i D'Artagnan), dos a l'orient anomenats Vagamares i La Torta, cinc en l'extrem sud coneguts com Los Tres Reyes (Saúl, David i Salomón), La Gringa i Escuba.

### Ecosistemes
Litorals rocosos i esculls de coral.

### Terres
L'illa de Malpelo està localitzada a la Conca de Panamà, considerada com una regió tectònicament complexa, ja que allà convergeixen les plaques de Nazca i Cocos, un centre actiu d'expansió del fons marí. Malpelo es va formar fa 17 o 20 milions d'anys enrere (Miocè inferior) i aleshores l'illa era 10 vegades més gran. La geomorfologia actual de l'illa és producte de l'erosió marina, les precipitacions i els forts vents.
Encara que l'aportament d'excrements és alt, no s'han format dipòsits de guano com en altres illes del Pacífic, ja que, a causa dels forts pendents i a l'elevada precipitació, la majoria són rentades i escorren cap al mar. Una altra part dels excrements és consumida per la fauna invertebrada i per un dels llangardaixos. A l'illa hi ha alguns sectors on ha estat possible la formació de terres, la majoria meteorizats per acció del clima. Existeixen diversos tipus de roques ígnies: dacites, traquites, basalts i andesites.

### Clima
A Malpelo conflueixen els vents Alisis de l'Hemisferi Nord amb els de l'Hemisferi Sud, a l'anomenada Zona de Convergència Intertropical. A l'Illa es condensa la humitat de l'aire i la major part del temps està coberta per densa broma. Són freqüents les precipitacions, excepte entre desembre i març, que correspon al període sec.

### Hidrologia
Les característiques del medi marí estan fortament influïdes pels patrons de corrents que recorren la zona. La regió de Malpelo és un punt de confluència de diversos corrents importants de la Conca del Pacífic i la Cala de Panamà, la qual cosa indubtablement ha influït en l'especial composició del seu particular fauna marina.

### Comunitats presents en l'àrea
A Malpelo no hi ha assentaments humans i fins ara tot indica que mai no n'hi va haver. A l'Illa només hi ha un destacament militar de l'Armada de la República de Colòmbia des de l'any 1986, i les construccions i l'àrea d'influència no supera el 7% de la seva superfície. Gràcies a la posició geogràfica d'aquesta illa i en la distància que la separa del continent, Colòmbia té drets econòmics sobre un mar territorial molt més gran i a certs drets sobre l'Antàrtida, segons la Teoria de la Defrontació.

## Santuari de fauna i flora
El 1995 el Govern de Colòmbia va declarar a Malpelo com una àrea protegida en la categoria de Santuari de Fauna i Flora (Sff), i en l'any 2002 va ser reconeguda com a "Zona Marina Especialment Sensible" davant de l'Organització Marítima Internacional (Omi); aquell any l'àrea protegida va ser ampliada i es van marcar de nou els límits. El 12 de juliol de 2006, l'illa de Malpelo va ser declarada Patrimoni de la Humanitat pels 21 països membres de la Unesco reunits a Vilna, Lituània.
- Extensió: 3,50 km²; (350 ha) de superfície emergida i 38.756 ha d'àrea marina.
- Any de creació de l'àrea protegida: 1995.
- Localització: està ubicada al mar Colombià, aproximadament a 500 km cap a l'occident del port de Buenaventura.
- Temperatura: les aigües són generalment càlides, amb una temperatura superficial entre 26 i 27 °C, encara que efectes locals de la Cala de Panamà, com aigües provinents de brolladors, poden presentar valors de fins a 18 °C, especialment en els primers mesos de l'any.
- Vies d'accés: des de Buenaventura Valle del Cauca, el recorregut dura de 30 a 36 h, aproximadament).

### Objectius de conservació de l'àrea

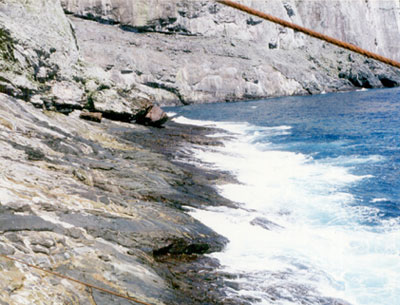
Penya-Segats de Malpelo.

- Conservar àrees naturals poc intervingudes per a la realització d'investigacions científiques, activitats recreatives i educació ambiental.
- Protegir espais productors de béns i serveis ambientals.
- Conservar i protegir els esculls de corall i ecosistemes representatius del Santuari, així com la riquesa en fauna i flora.

### Vegetació i flora
La vegetació terrestre i submarina és escassa. Sobre les superfícies exposades de l'Illa i dels illots creixen principalment microalgues, líquens i molses. Tan sols uns quants pegats de pastures i d'una falguera mesquina conformen la vegetació superior. Sota l'aigua i a les zones intermareals al voltant de l'Illa creixen algunes algues marines. Els excrements aportats per les milers d'aus marines al sistema són la principal font de nutrients per a la vegetació.

### Fauna
Malpelo té quatre espècies endèmiques: el cranc terrestre (Gecarcinus malpilensis), el dragó de Malpelo (Anolis agassizi), el llangardaix puntejat (Diploglossus millepunctatus) i el gecko (Phyllodactylus transversalis).
A Malpelo, hi ha la colònia d'implantació d'aus marines més gran de Colòmbia, amb una població total propera als 80.000 individus. S'han reportat unes 60 espècies d'aus, tals com el mascarell de Nazca (Sula granti), el picot emmascarat, el picot de potes vermelles, les tinyoses comuna i negra, el gaviotí nivi (Larus atricilla), la fregata magnífica (Fregata magnificens) i la gavina de les Galápagos (Creagrus furcatus).
Quant a fauna marina s'han trobat 17 espècies de coral, unes 130 de mol·luscs, 267 de crustacis i 395 de peixos, entre els quals es destaquen Acanthemblemania stephensi, Chriolepsis lepidotus, Halichoeres malpelo i Axoclinus rubifoni, per ser espècies endèmiques.
Es poden observar grans concentracions de taurons, entre ells el tauró martell (Sphyrna mokarran) i balena (Rhincodon typus), així com un grup de taurons de les profunditats (Odontaspis ferox). També s'han trobat estrelles de mar, peixos d'escull rocós i coral·lí, i mamífers marins.

## Ecoturisme
Malpelo, s'ha convertit en un atractiu turístic bastant gran per als bussejadors de tot el món, que visiten aquest lloc freqüentment i gairebé de manera permanent per la gran biodiversitat que es troba al món submarí d'aquesta illa.

### Requisits per als bussejadors
- Edat Mínima: 18 anys.
- Cal un instructor o Divermaster qualificat per cada 8 bussejadors.
- Xiulet "Dive Alert.
- Boia de rescat o "Llonganissa".
- Vestit de Busseig, es recomana vestit de neoprè mínim de 3 mm
- Computador de Busseig.
- Cada bussejador ha de tenir el seu certificat de Bussejador avançat, amb un mínim de 30 immersions anotades en bitàcola.

### Requisits per a embarcació
- Equip de primers auxilis complet.
- Oxigen suficient.
- Elements de cura personal (sabons...) biodegradables.
- Les escombraries no biodegradables han de ser tornades al continent.
- Els visitants no podran desembarcar a l'illa, ja que no existeixen camins establerts.
- És responsabilitat dels operadors del vaixell fer complir les normes.